# پریدینول
پریدینول (انگلیسی: Pridinol) یک داروی شل کننده عضلانی است که به عنوان یک داروی ضد پارکینسون و آنتی کولینرژیک استفاده می شود.
این دارو در می ۲۰۲۰ برای استفاده پزشکی در بریتانیا تایید شد.